# 晉江寮站
24°10′59″N 120°35′35″E / 24.18306°N 120.59306°E
晉江寮站是位於臺灣臺中市沙鹿區的臺灣大道幹線公車站。2014年7月27日啟用時，為台中BRT藍線車站，2015年7月8日轉型為臺灣大道幹線公車站。

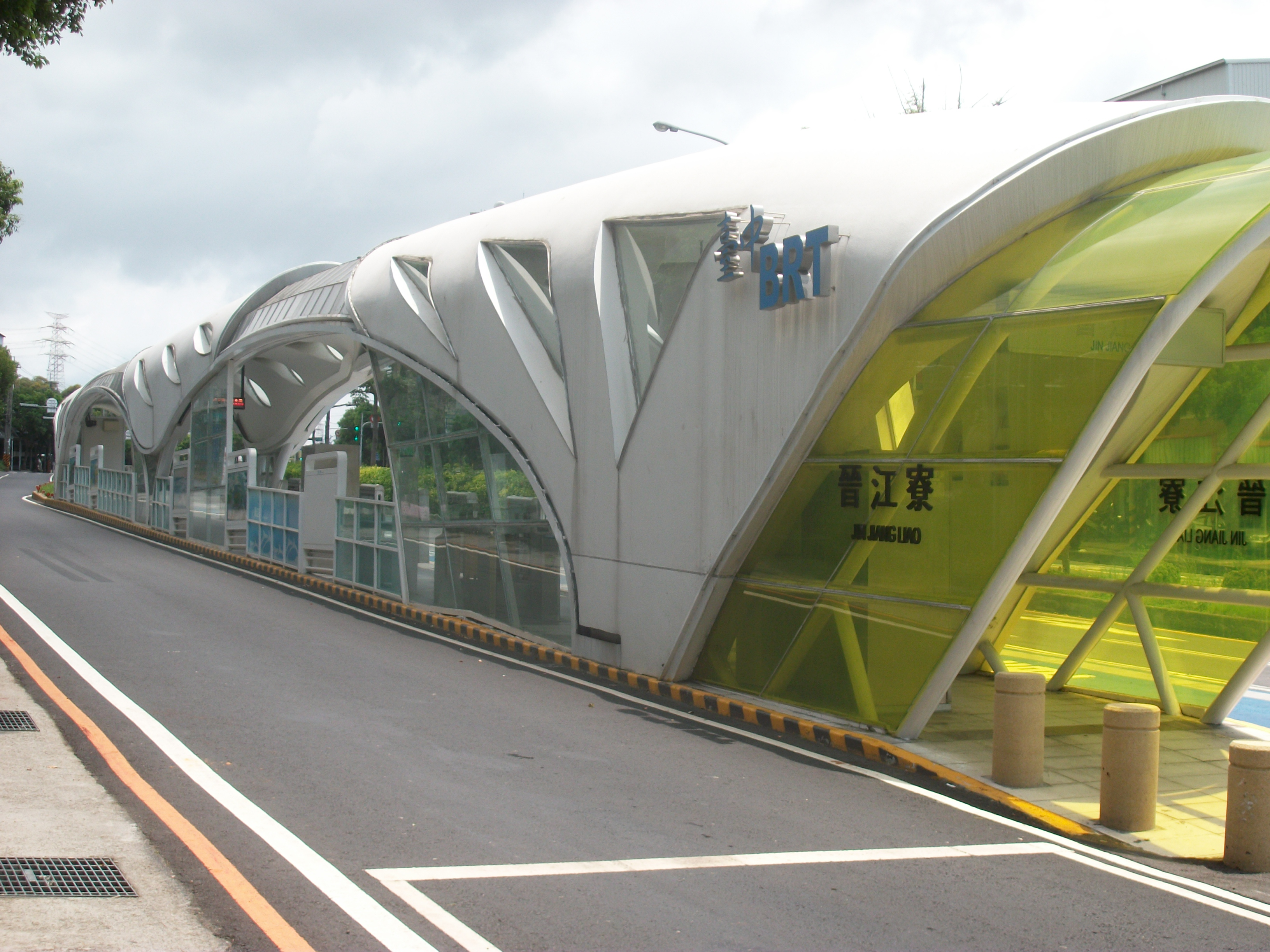
西行方向白天意象

## 車站歷史
- 2014年7月27日：正式啟用。
- 2015年6月11日：拆除第二月台欄杆。
- 2015年7月8日：臺中市快捷巴士系統廢除後，原藍線車站改為臺中市公車臺灣大道幹線的公車站，有臺中市公車300路、301路、302路、303路、304路、305路、306路、307路、308路停靠本站。[1]
- 2017年5月26日：增停機場接駁公車A2路。[2]
- 2017年7月7日：增停309路公車。[3] [4]

## 車站概要
車站位於臺灣大道六段，於2014年7月27日正式啟用，為地面車站。

## 車站結構

### 車站車道配置
| 慢車道           | 臺灣大道六段                          |
| 側式月台（西行） |                                       |
| 公車專用車道     | ← 駛往靜宜大學方向（靜宜大學）        |
| 快車道           | 臺灣大道六段                          |
| 快車道           | 臺灣大道六段                          |
| 公車專用車道     | →駛往臺中火車站方向（弘光科技大學） → |
| 側式月台（東行） |                                       |
| 慢車道           | 臺灣大道六段                          |

### 車站出入口
晉江寮站為兩座地面車站，單向共1處出口，雙向共2處。
- 東行站（往臺中火車站方向）出口設置位置：臺灣大道六段晉武路/東晉東路口。
- 西行站（往靜宜大學方向）出口設置位置：臺灣大道六段晉武路/東晉東路口。

## 車站週邊
- 臺中捷運藍線弘光科大站(規劃中)

## 慢車道公車轉乘資訊
- 晉江里：68延、68延繞、167、326、353

## 腳註
1. ↑  公共運輸處於6月18日公佈優化公車專用道9條公車路線圖 （页面存档备份，存于），臺中市交通局，2015-06-22
2. ↑  .   [2017-07-09]. （原始内容存档于2017-07-03）.
3. ↑  .   [2017-07-09]. （原始内容存档于2017-07-07）.
4. ↑  .   [2017-07-09]. （原始内容存档于2017-07-20）.